# بيا ريدج
بيا ريدج (بالإنجليزية: Pea Ridge, Arkansas)‏ هي مدينة في مقاطعة بينتون، أركنساس، الولايات المتحدة. اسم بيا ريدج مشتق من خليط من الموقع الفعلي للمستوطنة الأصلية للمدينة، عبر قمة سلسلة جبال الأوزارك، والفول السوداني الأرضي [الإنجليزية] أو بازلاء الديك الرومي [الإنجليزية] التي كانت أصلاً مزروعة من قبل قبائل الأمريكيين الأصليين قبل التوطين الأوربي فيها، التي ساعدت في وقت لاحق لتوفير الكفاف الأساسي بمجرد وصول هؤلاء المستوطنين الرواد [الإنجليزية].
تشتهر المدينة الريفية بأنها موقع معركة بيا ريدج [الإنجليزية] المحورية في الحرب الأهلية الأمريكية أو كما هو معروف محليًا بمعركة حانة إلكورن، التي وقعت على بعد حوالي 5 أميال (8 كم) شرق البلدة. يتم الحفاظ على موقع المعركة كمنتزه بيا ريدج العسكري الوطني [الإنجليزية].
يقع الحي التجاري في وسط المدينة في السجل الوطني للأماكن التاريخية، ويتألف بشكل كبير من مباني تجارية من أواخر القرن التاسع عشر وأوائل القرن العشرين. كان عدد سكان بيا ريدج 4,794 في تعداد عام 2010، التي كانت زيادة بنسبة 104.3 في المائة عن رقم تعداد عام 2000 البالغ 2,346. وهي جزء من فايتفيل-سبرينغدل-روجرز، المنطقة الحضرية المتروبولية الإحصائية [الإنجليزية]. الصحيفة الأسبوعية المحلية هي تايمز أوف نورث إيست بينتون كاونتي [الإنجليزية].

## التاريخ

### ما قبل وصول الرواد الأوائل
في حين يعود تاريخ الحكومة الرسمي لبيا ريدج إلى إنشاء مكتب بريد في عام 1850، فإن المنطقة لديها بالفعل تاريخ من وجود البشر تمتد إلى قرون سابقة.
حدد علماء الآثار من جامعة أركنساس أن أول من احتلوا المنطقة كانوا من سكان بلوف أو هنود روك شيلتر. بواسطة القطع الأثرية ورؤوس السهام ومطارق الصخور والسكاكين الخام التي تم العثور عليها، يمكنهم القول أن الشعوب الأصلية كانوا هنا أولاً. كما لاحظوا أنه في كل فترة من الوقت كان هناك تحسن كبير في آثارهم. خلال هذا الوقت، عاشت العديد من العائلات معًا لأن الكهوف أو الملاجئ تحت الحجارة كانت أكبر. كانت هذه الملاجئ دائما قريبة من نبع واضح من مياه الفقاعات.

## وصلات خارجية
- The US50 - Cities and Towns in Arkansas State
- 2012 United States Census Estimate
- City of Pea Ridge official website
- Encyclopedia of Arkansas History & Culture entry: [http://www.encyclopediaofarkansas.net/encyclopedia/entry-detail.aspx?entryID=835 Pea Ridge